# Devaluation of Art
Albums de CardiaC
Vivir
(2004)
Devaluation of Art est la première démo du groupe de metalcore et thrash metal suisse CardiaC. Elle est sortie lors de l'été 2002.

## Liste des morceaux
1. It's inside of Me
2. Against the World
3. Life is now